# (8221) La Condamine
(8221) La Condamine (1996 NA4) – planetoida z pasa głównego asteroid okrążająca Słońce w ciągu 4 lat i 339 dni w średniej odległości 2,9 au. Została odkryta 14 lipca 1996 roku.